# San Zeno Maggiore

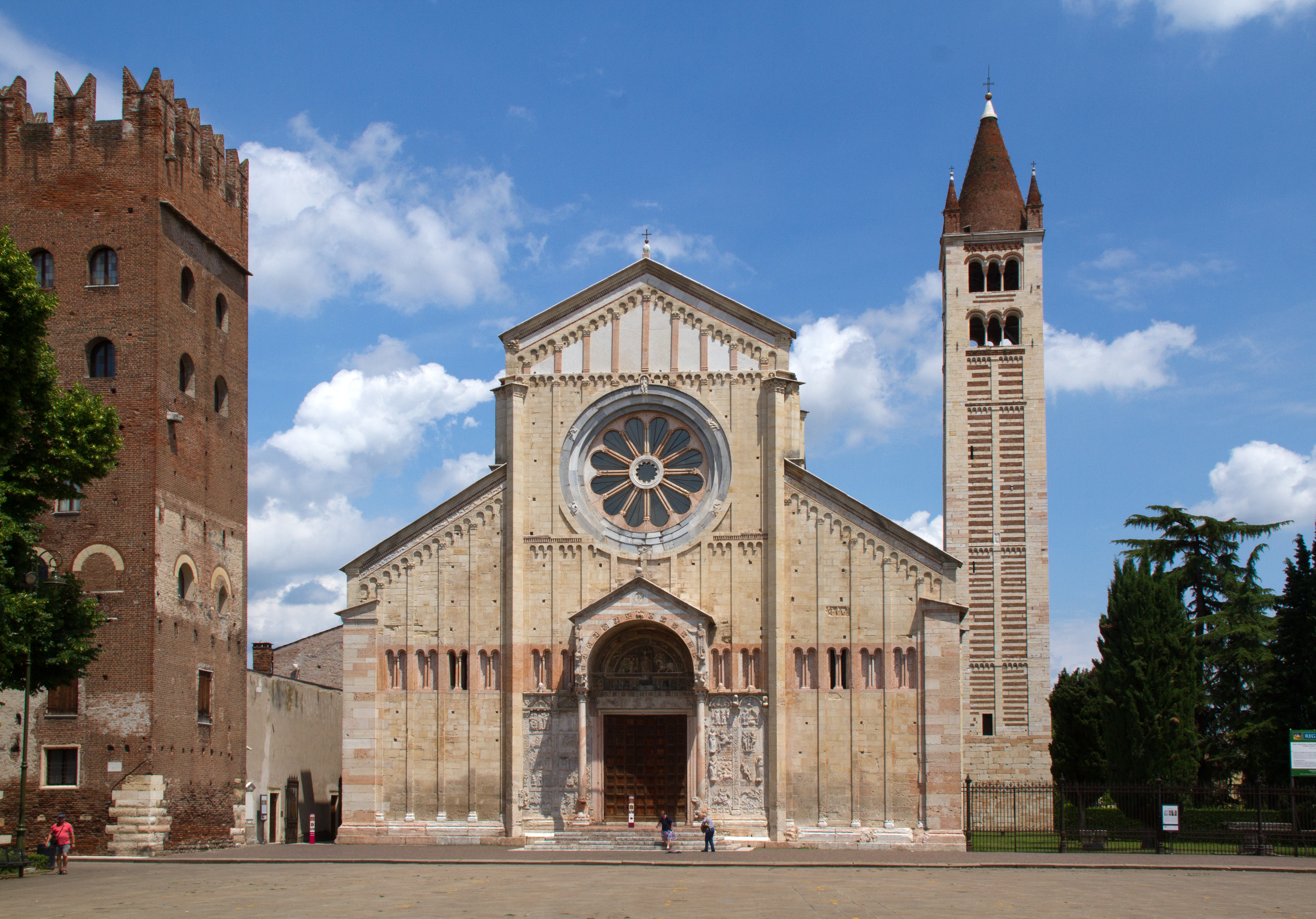
Basilica di San Zeno

Die ehemalige Abteikirche San Zeno ist eine der bedeutendsten Kirchen Veronas. Sie wurde im 12. und 13. Jahrhundert erbaut. Während ein Großteil der Kirche von der Romanik geprägt ist, zeigen sich in der Decke schon gotische Formen. Besonderheiten für die Veroneser Stadtkirchen sind der Campanile und das große Radfenster der Fassade. Am 16. Juni 1973 erhielt die Pfarrkirche den Ehrentitel Basilica minor. Gewidmet ist die Kirche dem Schutzheiligen von Verona, dem Heiligen Zeno, achter Bischof der Stadt (um 362 bis 380), afrikanischer Herkunft.

## Geschichte

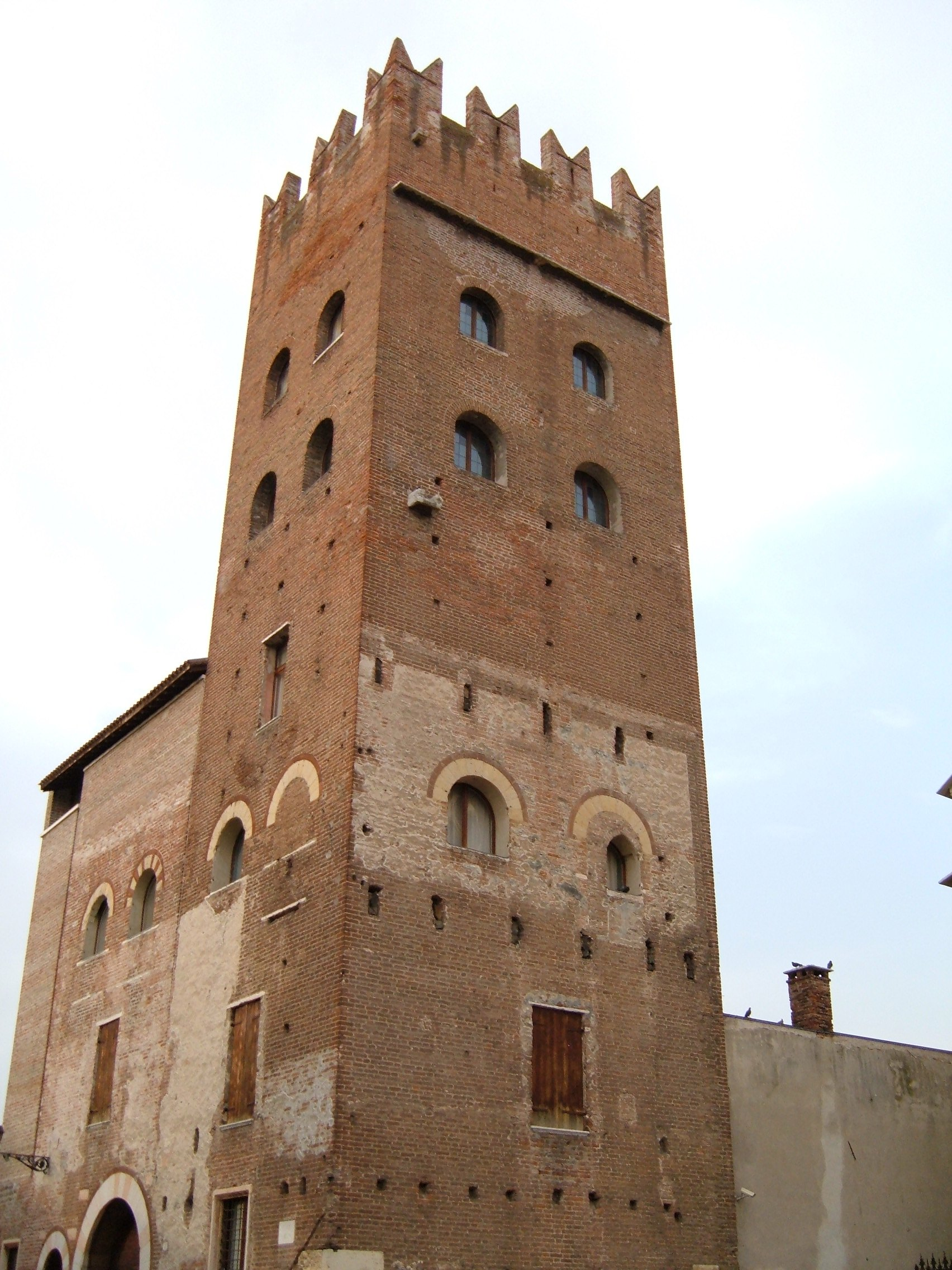
Der Wehrturm

An der Stelle, wo die heutige Basilika steht, entstand in der frühchristlichen Zeit des 4. Jahrhunderts ein erster Sakralbau, der wohl über Zenos Grab errichtet wurde. Dieser wurde Anfang des 9. Jahrhunderts auf Befehl König Pippins durch den Architekten Pacifico neu gebaut, weil sich der ursprüngliche Bau aufgrund der sich verbreitenden Heiligenverehrung als zu klein erwies. Als der Frankenkönig Karl, später der Große genannt, das langobardische Reich niedergeworfen hatte, setzte er seinen Sohn Pippin als König von Italien ein und ließ ihn in Verona residieren. Mit ihm konnten die der päpstlichen katholischen Kirche besonders verpflichteten Mönchsorden, die vorher unter den papstfeindlichen Langobarden wenig Chancen hatten, Macht und Einfluss gewinnen. Vor den Toren Veronas entstand die riesige Benediktinerabtei San Zeno, eine befestigte Klosterstadt, Lieblingsaufenthalt der deutschen Könige während ihrer Romzüge zur Kaiserkrönung. Dieser Abtei übertrugen König Pippin und der Veroneser Bischof Ratoldo in einer Urkunde des Jahres 807 zahlreiche Bistümer, zu denen auch die namensgleiche Kirche San Zeno in Bardolino gehörte.
Im 10. Jahrhundert verursachten Barbareneinfälle die Zerstörung des Folgebaus. Die Kirche wurde wieder neu errichtet, aber erst gegen Ende des 11. Jahrhunderts erhielt sie das heutige Aussehen. Durch das Erdbeben von 1117 wurde sie nochmals stark in Mitleidenschaft gezogen (Zerstörungen am Kreuzgang, Turm und Klostergebäude), wobei man den Wiederaufbau vorantrieb, sodass bis zum Jahr 1123 der Turm wiederhergestellt und der Kreuzgang erneuert war. 1135 war die Kirche in ihrer heutigen Form im Wesentlichen fertig. 1178 wurde der freistehende Campanile vollendet. Wenig später wurde die dekorative Gestaltung der Fassade mit der Fensterrose und der Portalanlage fortgesetzt. Der Wehrturm (Torre di San Zeno) – an der linken Ecke der Vorderfront – stammt aus dem 13. Jahrhundert. Er ist der einzige erhaltene Rest der Benediktinerabtei, die weitgehend zerstört wurde, vor allem durch den Vandalismus der französischen Besatzungstruppen. In ihm befindet sich ein gut erhaltenes wandfüllendes Fresko eines thronenden Herrschers, in welchem Kaiser Friedrich II. gesehen wird und welches von Fragmenten zweier zeitgenössischer Fresken auf der Seitenwand ergänzt wird. Diese zeigen das Rad der Fortuna und einen Reichsadler. Ende des 14. Jahrhunderts wurde die Apsis ersetzt und die hölzerne Kirchendecke eingebaut. Der Klosterstatus wurde 1770 aufgehoben, was nichts daran änderte, dass die Priester seit 1806 (Untergang des HRR) den Würdetitel Abt tragen. In den frühen 1870er-Jahren wurden die Treppenanlagen zur Oberkirche und zur Krypta neu gestaltet.
Eingebracht sind in die Kirche beispielsweise Werke von Lorenzo Veneziano (Tragkreuz/ 1360), Brioloto de Balneo (Taufbecken aus einem Marmorblock/ 1. Hälfte 13. Jahrhundert), eine Vielzahl von Fresken (des Secondo Maestro di San Zeno/ 14. Jahrhundert),  Martino da Verona (Fresken des Triumphbogens/ Ende 14. Jahrhundert), Giovanni di Rigino (Ambo/ Ende 14. Jahrhundert), Andrea Mantegna (Triptychon/ Mitte 15. Jahrhundert), Francesco Torbido (Altarbild im Renaissancealtar/ Anfang 16. Jahrhundert).

## Beschreibung

### Fassade
Die Fassade stammt aus dem 12. Jahrhundert und gehört zu den bedeutendsten Kirchenfassaden der Romanik. Sie wurde in zwei stilistisch und bautechnisch unterscheidbaren Arbeitsphasen errichtet. Schlanke Lisenen, wie Saiten vor die basilikale Querschnittfassade gelegt, betonen die Vertikale. Sie wird in Höhe des Tympanons von einer Zwerggalerie unterbrochen. Zwischen 1217 und 1225 wurde die Fassade mit einem großen Radfenster ausgestattet, das auf den Bildhauer Brioloto de Balneo zurückgeht. Das Fenster mit den auf dem Rund angeordneten Skulpturen eines thronenden, dann stürzenden und dann sich wieder aufrichtenden Mannes wird als „Glücksrad“ und Schicksalssymbol gedeutet und steht im Zusammenhang mit einem Relief des Jüngsten Gerichts im Giebel darüber, der im 20. Jahrhundert abgetragen und schmucklos wieder errichtet wurde.

#### Portalanlage
Die Vorhalle, das Portal und die Marmorreliefs sind zum Teil das Werk eines inschriftlich genannten Architekten und Bildhauers „Maestro Nicolao“ und seiner Werkstatt, der auch am Veroneser Dom und dem in Ferrara arbeitete. Diese erste Phase fällt in die Jahre 1135 bis 1138. Zwischen etwa 1150 und 1225 kam es zu einer Neuordnung, die die bisherigen, bereits fertigen Elemente modifizierte und neu zusammensetzte. Möglicherweise steht sie im Zusammenhang mit den Bronzetüren, die eine Vergrößerung des Portals nahelegten. Jener Meister „Guillelmus“, der sich am oberen Sims nennt, wohl ein Schüler oder Nachfolger des Nicolao, war hier sicher beteiligt. Allein der Eingangsbereich bietet eine ganze Fülle plastischer Kunstwerke. Als zusammenhängende Themen lassen sich hier der Portalvorbau selber, das Tympanon, die Bronzetüren und die seitlichen Marmorreliefs hervorheben.

#### Tympanon

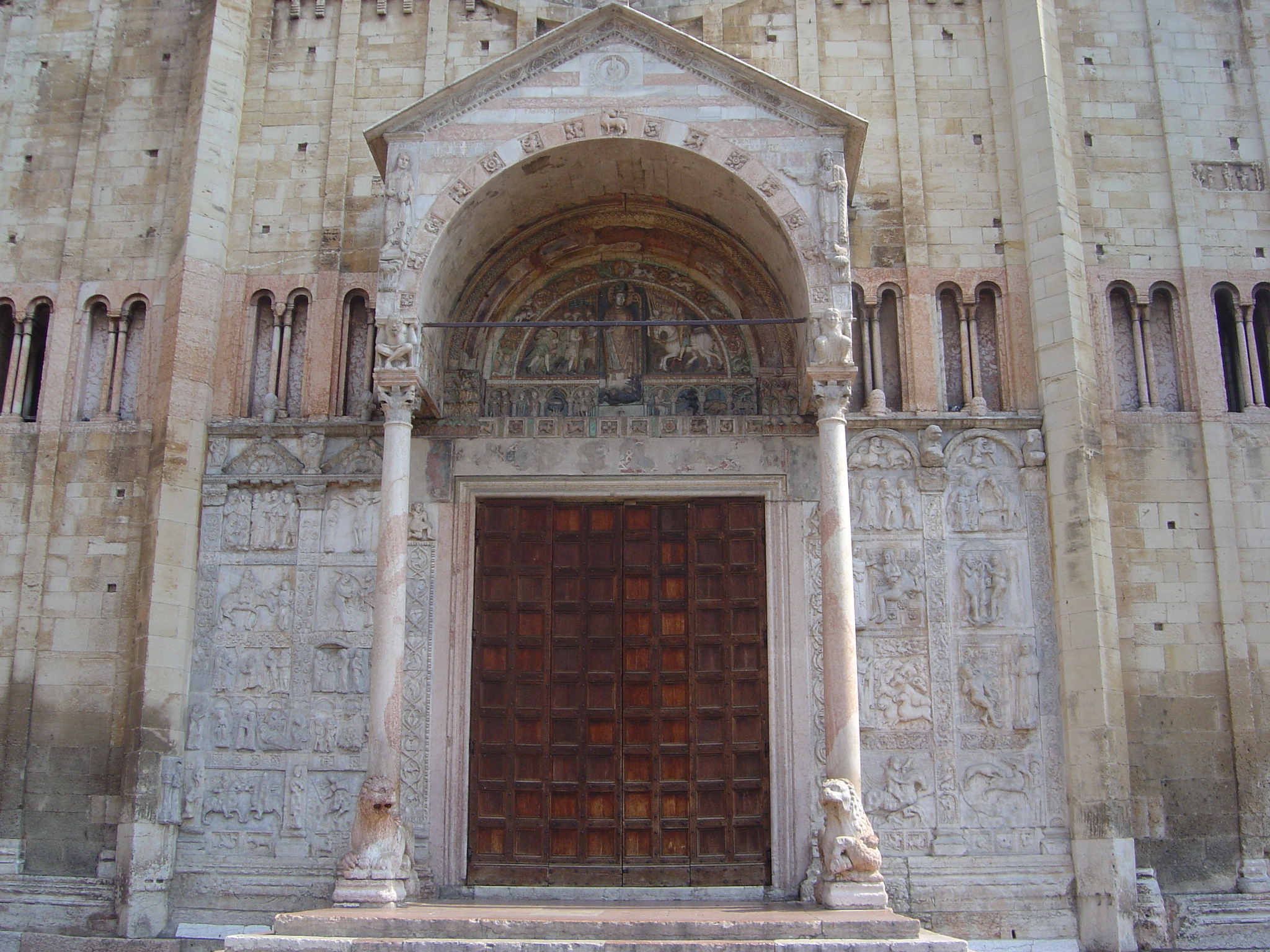
Das Portal

Das Tympanon zeigt in der Mitte Zenon von Verona, dem die Kirche geweiht ist. Er schlägt den Höllendrachen nieder und zeigt den berittenen Patriziern rechts und dem Fußvolk links die Standarte der Stadt – eine Darstellung, die in der Zeit der Stadtrepublik offen politischen Charakter hat, indem das Volk als Bildthema überhaupt erscheint. Die geschützte Lage dieses Tympanons unter dem Baldachin hat den Erhalt der Farbigkeit garantiert. Darunter werden die Wunder des Heiligen dargestellt.

#### Baldachin
Am Baldachingiebel erscheint oben die segnende Hand Gottes, seitlich die Heiligen Johannes der Täufer und Johannes der Evangelist. Auch das Rundbogenband des Baldachins ist mit Reliefs geschmückt, hier mit Monatsdarstellungen, und sogar die schattige Unterfläche, die einen Drachen zeigt. Solche Bestiendarstellungen an Kircheneingängen haben apotropäische Bedeutung, hatten also die Funktion, böse Geister von dem Kircheninneren fernzuhalten.
Denselben Zweck erfüllen die beiden Löwen, die die Säulen des Baldachins tragen, welche das Recht und den Glauben symbolisieren und die hier seit Jahrhunderten von den Kindern der Umgebung als Spielzeuge genutzt werden, was ihre sehr unterschiedliche Abnutzung erklärt.

#### Reliefs
Die Steinplatten seitlich des Portalbaldachins zeigen links Szenen aus dem Leben Jesu des Meisters Guillelmo, vielleicht aus der Mitte des 12. Jahrhunderts, rechts die etwas ältere Schöpfungsgeschichte von Niccolò von 1135.
Die Tafeln auf beiden Seiten präsentieren sich nicht in der originalen Reihenfolge, denn sie wurden später versetzt. Das hatte zur Folge, dass auf beiden Seiten die jeweils untersten beiden Platten mit ihren Darstellungen aus dem Kontext fallen und andere Themen behandeln. Hier beginnt also die Schöpfungsgeschichte auf der zweiten Ebene von unten mit der „Erschaffung der Tiere“ und daneben der „Erschaffung Adams“. Die chronologische Reihenfolge geht also von unten nach oben. Eingerahmt sind alle diese Szenen in ein großes Türschema, wie man es auch beim Hauptportal sehen kann. Die breiten senkrechten und waagerechten Bänder dieses großen Feldes sind reich dekoriert nach dem Prinzip des lombardischen Flecht- oder Rankenbandes, das hier zu Lisenen mit Kapitellen geworden ist. Nach einem ähnlichen Dekorationsschema wurde auch in der Buchmalerei gearbeitet.
Das Einzelfeld der „Erschaffung der Tiere“ ist aus verschiedenen Teilen zusammengesetzt, die den Witterungseinflüssen unterschiedlichen Widerstand entgegensetzten. Die Figur Gottes links ist in allen Feinheiten der Gewandfalten erhalten, während einige der Tiere doch deutliche Abnutzungserscheinungen zeigen.
Die anderen Szenen sind links unten die „Erschaffung Evas aus Adams Rippe“, daneben der „Baum der Sünde mit der Schlange“, oben die „Vertreibung aus dem Paradies“ und rechts davon die „Verdammung zur Arbeit“. Auch hier werden die einzelnen Felder abgeteilt von Flechtbändern, den typischen Gestaltungsmitteln der Langobarden.

#### Theoderich-Reliefs
Einige Steinplatten an der Fassade der Kirche sind dem heutigen Verständnis besonders schwer zu vermitteln, zumal sie auch noch schlecht erhalten sind. Außerdem sind sie in ihrer Bedeutung in der Forschung umstritten.
Es handelt sich um die beiden eigenartigen Szenen: die „Jagd des Theoderich“ links und „Theoderich wird in die Hölle gejagt“ rechts daneben. Diese nur rudimentär erhaltenen Reliefszenen werfen Licht auf eine grundlegende Auseinandersetzung in der Frühgeschichte des Christentums: den Kampf der Arianer gegen die Katholiken.
Zwei weitere Platten auf der anderen Seite des Portals zeigen den „Zweikampf zwischen Theoderich und Odoaker“ aus der berühmten Rabenschlacht, die eigentlich zur germanischen Geschichte gehört, sowie die Szene „Zwei kämpfende Krieger zu Fuß“ (wahrscheinlich Arbeiten des Nicolao). Getrennt werden die beiden Felder in der Mitte von einer einstmals anmutigen Frauengestalt.
Im DuMont-Kunstführer schreiben die Autoren dazu sinngemäß: Man vermutet eine Darstellung des Kampfes zwischen dem papstfeindlichen italienischen König Berengar II. und dem siegreichen deutschen König Otto I. um die schöne Adelheid, mit deren Flucht von der Rocca di Garda das Ende des italienischen Nationalkönigtums begann. Diese Deutung ist zwar nicht erwiesen, aber auch nicht unwahrscheinlich. Die Grundsituation ist jedenfalls bezeichnend für die gesamte norditalienische Zeitgeschichte. Denn auch auf den beiden unteren „Steinplatten“ findet ebenfalls ein vom Papst nicht geschätzter König ein propagandistisch effektvolles Ende.
Auf der rechten Seite verfolgt ein Reiter zu Pferd einen Hirsch, der ihn geradewegs in die Pforte der Unterwelt lockt – Luzifer steht ganz rechts am Hölleneingang. Diese Szene ist der sogenannte „Höllenritt Theoderichs des Großen“. Er ist identisch mit dem germanischen Sagenheld Dietrich von Bern.
Dietrich von Bern war Arianer, und die Arianer hielten Jesus nicht für ein gottgleiches, sondern nur für ein gottähnliches Wesen, entsprechend war für sie der Papst, der von Jesus eingesetzt wurde, kein Vertreter Gottes auf Erden und beanspruchte seine Macht zu Unrecht. Diese Sicht des römischen Papsttums führte zu jahrhundertelangen Auseinandersetzungen zwischen der katholischen Kirche und den Arianern, die letztendlich unterlagen.
Der Hass des Heiligen Stuhls wegen dieser Respektlosigkeit der Arianer lebte noch sechs Jahrhunderte später, als dieses Relief entstand. Die Kirche befand sich damals auf dem Höhepunkt der Auseinandersetzung mit dem deutschen Kaiser um die Vormacht in der Christenheit und konnte sich daher keinen erneuten Zweifel an ihrer alleinigen Autorität leisten.
Um jede andere politische Stellung zum Papst als ketzerisches Teufelswerk zu brandmarken, wurde noch einmal hier am Portal von San Zeno in Verona im 12. Jahrhundert der arianische Gotenkönig Theoderich aus dem 6. Jahrhundert bemüht und demonstrativ in die Hölle geschickt.

#### Bronzetüren

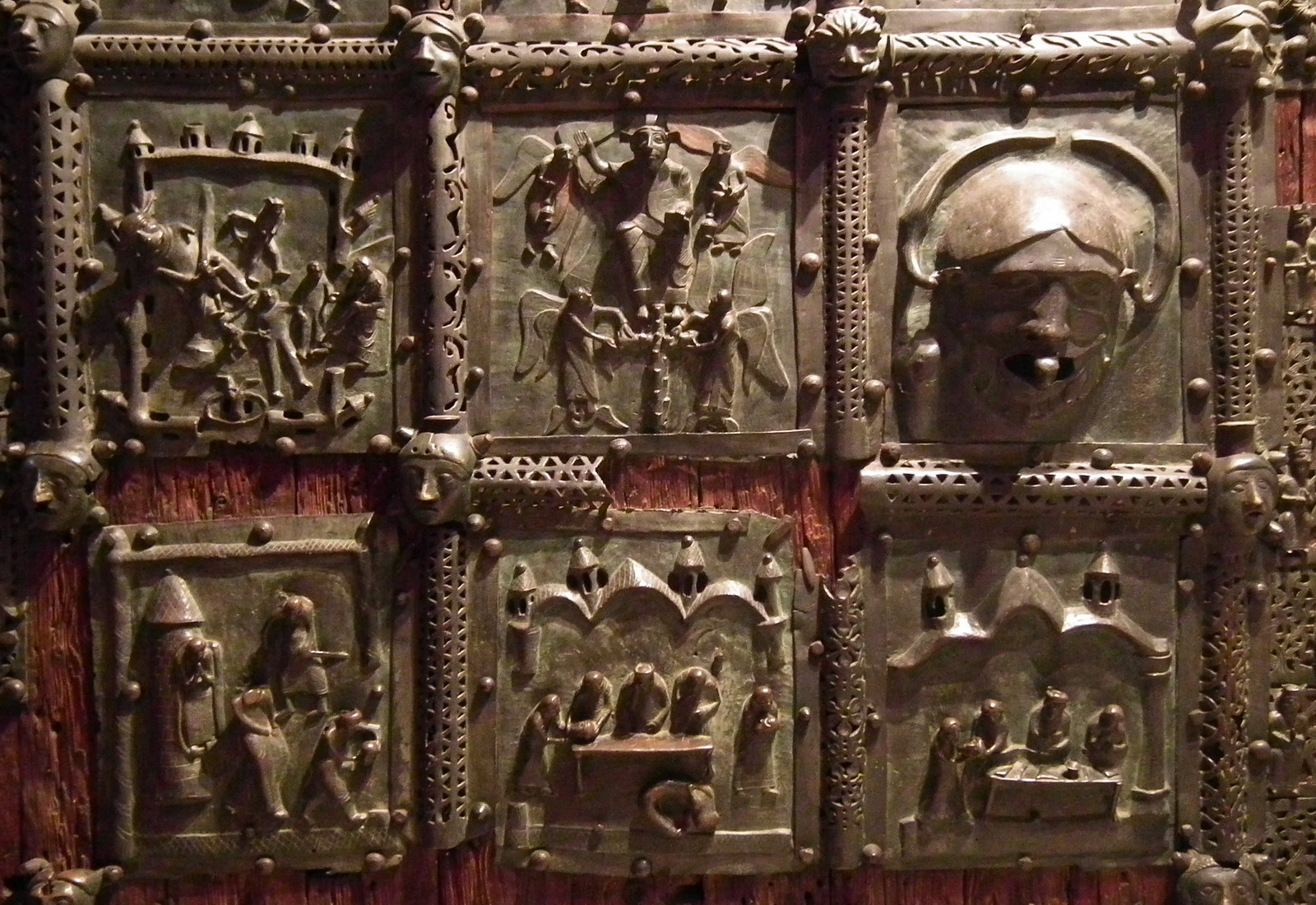
Detail der Bronzetüren

Besonderen Ruhm genießen die beiden Türflügel von San Zeno. Es handelt sich um die prunkvollste aller erhaltenen romanischen Bronzetüren aus der Zeit zwischen 800 und 1200. In Mitteleuropa sind rund zwanzig solcher Türen am originären Ort erhalten geblieben, nicht mitgerechnet dabei die Importstücke aus Byzanz. Wie häufig an mittelalterlichen Bronzeportalen Italiens feststellbar, sind die Flügel nicht in einem Stück gegossen. Die achtundvierzig einzelnen Reliefplatten wurden auf fichtenhölzerne Türflügel genagelt. Die Bronzeplatten wurden nicht eigens für die Tür geschaffen, zudem sind sie unterschiedlichen Alters und kulturellen Hintergrunds. Ihre Datierung ist unsicher. Die Platten des linken Türflügels (Blickrichtung ins Innere der Kirche) sind wohl aus der Zeit um 1100 und behandeln vorwiegend Themen des Neuen Testaments, die des rechten Türflügels wurden wohl im Rahmen der Portalerweiterung in der Zeit nach 1138/39 geschaffen und widmen sich hauptsächlich dem Alten Testament.
Die Reihenfolge der Bildtafeln ist ebenfalls gestört. Das geht aus den Unstimmigkeiten im Gang der Erzählung hervor. Die Vertreibung aus dem Paradies beispielsweise kommt zweimal vor. Vielleicht waren die Reliefs für zwei verschiedene Türen bestimmt.
Andreas Pater beschreibt den unterschiedlichen Stil der beiden Meister folgendermaßen: „Altertümlich, fast schwerfällig wirken die Gestalten dieses [älteren] Bildhauers. Architekturformen, Gewänder und Gesichter hat er so stark wie möglich vereinfacht. Umso mächtiger wirken die Gebärden und Gesten. Dieser Meister kümmert sich nicht um das aufrechte Stehen seiner Figuren. Raum und Landschaft sind für ihn kein Thema. Nichts soll von der Unmittelbarkeit der Handlungen und des Geschehens ablenken. Von der vornehmen Schönheit der Antike sind seine Gestalten durch Welten getrennt. […] Der andere Meister schuf die alttestamentlichen Erzählungen und die Zeno-Legende der rechten Türhälfte. Sein Stil ist feingliedrig und elegant. Seine Propheten sind würdevolle Greise, und die Linienschönheit ihrer reichen Gewänder erinnert an die Miniaturen von kostbaren Handschriften. Eine beinahe ‚klassizistische‘ Erhabenheit und Ruhe trennt seine Kunst von der derb zupackenden Wucht des anderen Meisters.“

### Langhaus

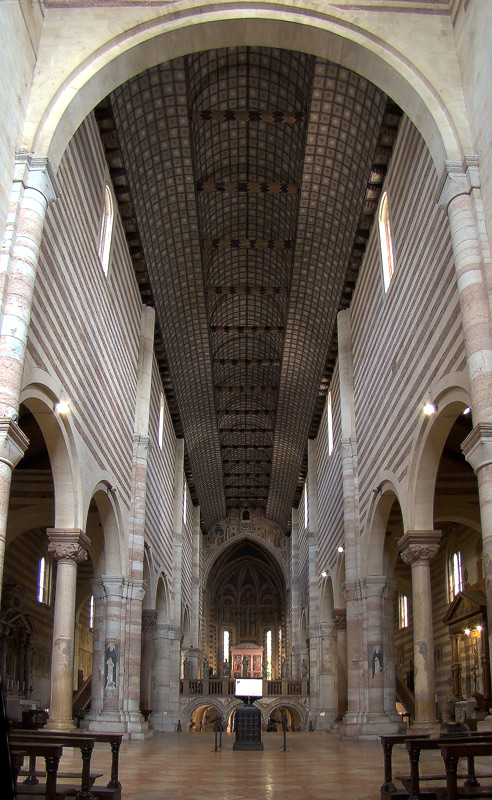
Blick in das Kirchenschiff

Das Langhaus ist von circa 1118 bis 1135 errichtet worden. Der dreischiffige Raum ist durch einen kräftigen Stützenwechsel gekennzeichnet. Von den Schwibbögen ist nur noch der westliche erhalten. Die östlichen Schwibbögen brachen später ab. Die Kirche besitzt weder ein Querhaus noch eine Vierung.
In der Raumkonzeption der Kirche verbinden sich zwei gegenläufige Prinzipien. Das ältere, das sogenannte ravennatische Prinzip, folgt der altchristlichen Tradition, die Innenwände des Langhauses zwischen der unteren Arkadenzone und einer schmalen oberen Fensterzone flach zu lassen, um in einem breiten Band Malereien und Mosaike darauf anbringen zu können. Der andere Konzeptionstyp kommt aus dem Norden und gliedert die Wand deutlich mit senkrechten plastischen Elementen, wie sie hier von jedem Pfeiler als Dienste nach oben steigen. San Zeno nimmt in dieser Entwicklung also eine Mittelstellung ein.
Auffallend ist die Gestaltung der Krypta, die im Chor gleichsam auf halber Höhe liegt und in seiner heutigen Form aus dem 13. Jahrhundert stammt. Sie untergliedert sich in neun Schiffe und vierundfünfzig Kreuzrippengewölbe. Dazwischen stehen die gewaltigen freskenverzierten Pfeiler der Oberkirche. Für die oberitalienische Architektur des 12./13. Jahrhunderts sind große, vielschichtige Kryptenanlagen bezeichnend, die den Chor wie eine Bühne hochheben. Die Voraussetzungen dafür gab der Kaiserdom zu Speyer vor, dessen grandiose Kryptenanlage in Norditalien aufgegriffen wurde: also auch hier eine Übernahme deutscher Vorbilder.
Im Osten senken sich alle drei Kirchenschiffe zur Krypta und heben sich zum Chor, teilen sich also in zwei übereinander liegende Kirchenräume; vom Schiff aus blickt man in beide. Damit geht San Zeno über die traditionelle Architektur hinaus.
Im hinteren Bereich ruht in einem gläsernen Sarg der Körper des heiligen Zeno, zu dessen Ehren am 21. Mai eines jeden Jahres ein Fest mit Prozession stattfindet.

### Chor und Kreuzgang
Der Chor passt ganz offensichtlich nicht zur Fassade, sondern wurde 1386 gotisch umgebaut, wobei man die mittlerweile modisch gewordene Schichtenornamentik aufnahm. Der Kreuzgang wurde 1123 errichtet und 1293 bis 1313 umgebaut.

#### Das Altarretabel von Mantegna
Auf dem Hochaltar befindet sich das von dem ehemaligen Abt Gregorio Correr bei Andrea Mantegna beauftragte und von 1457 bis 1460 geschaffene Triptychon des San-Zeno-Altars.

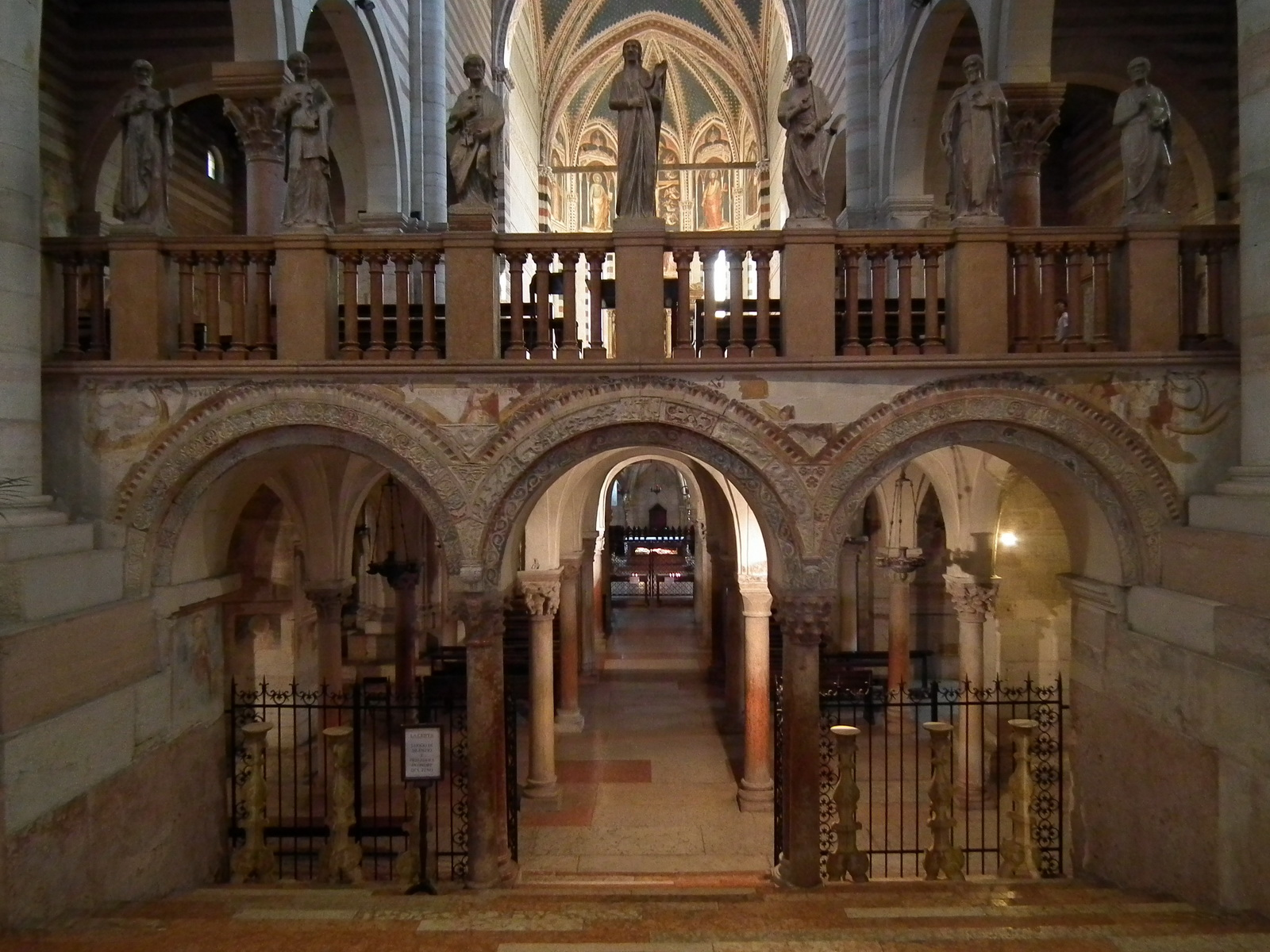
Chor und Krypta
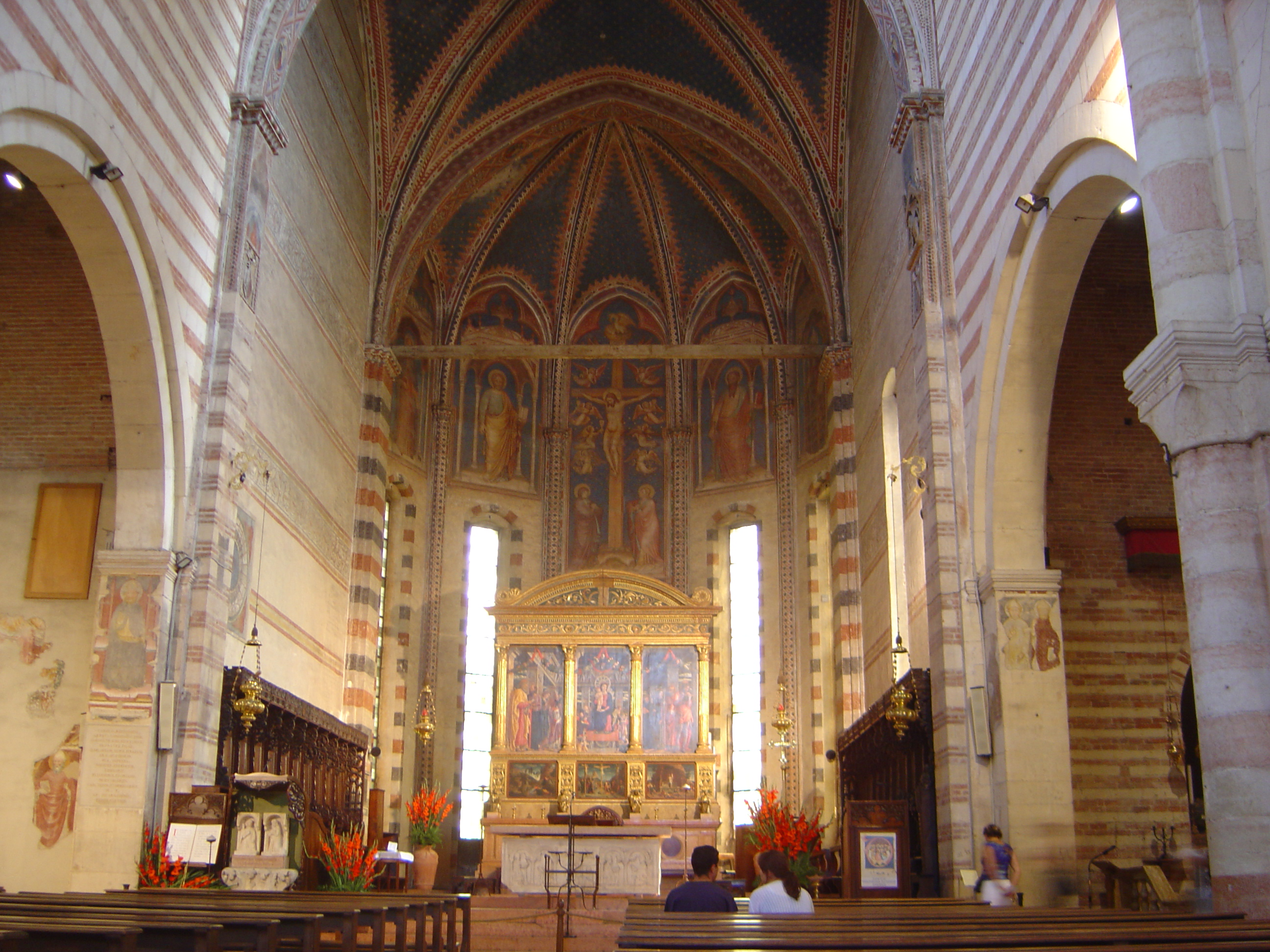
Blick in den Chorraum
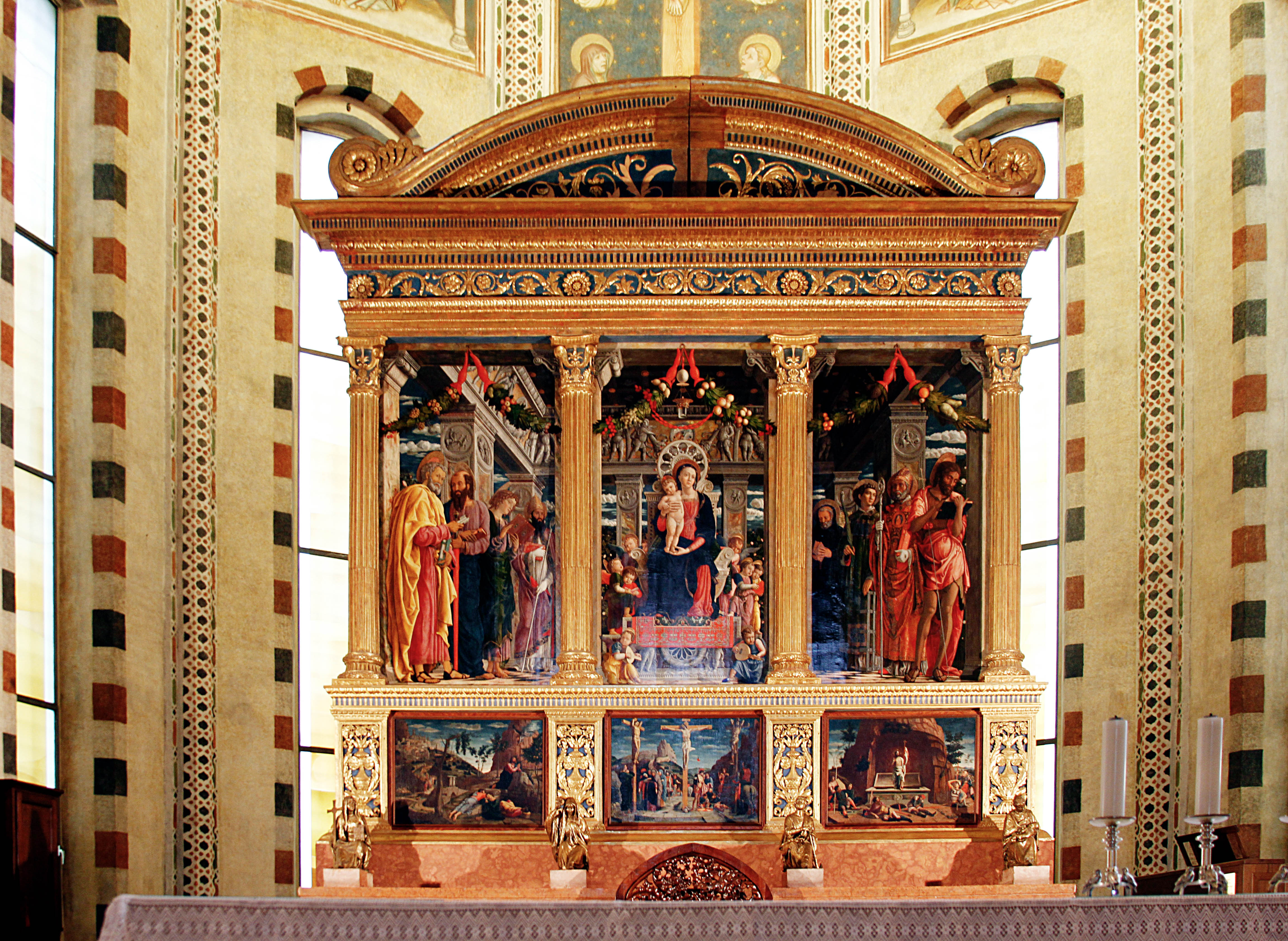
San-Zeno-Altar von Andrea Mantegna